# Ruja Ignatova

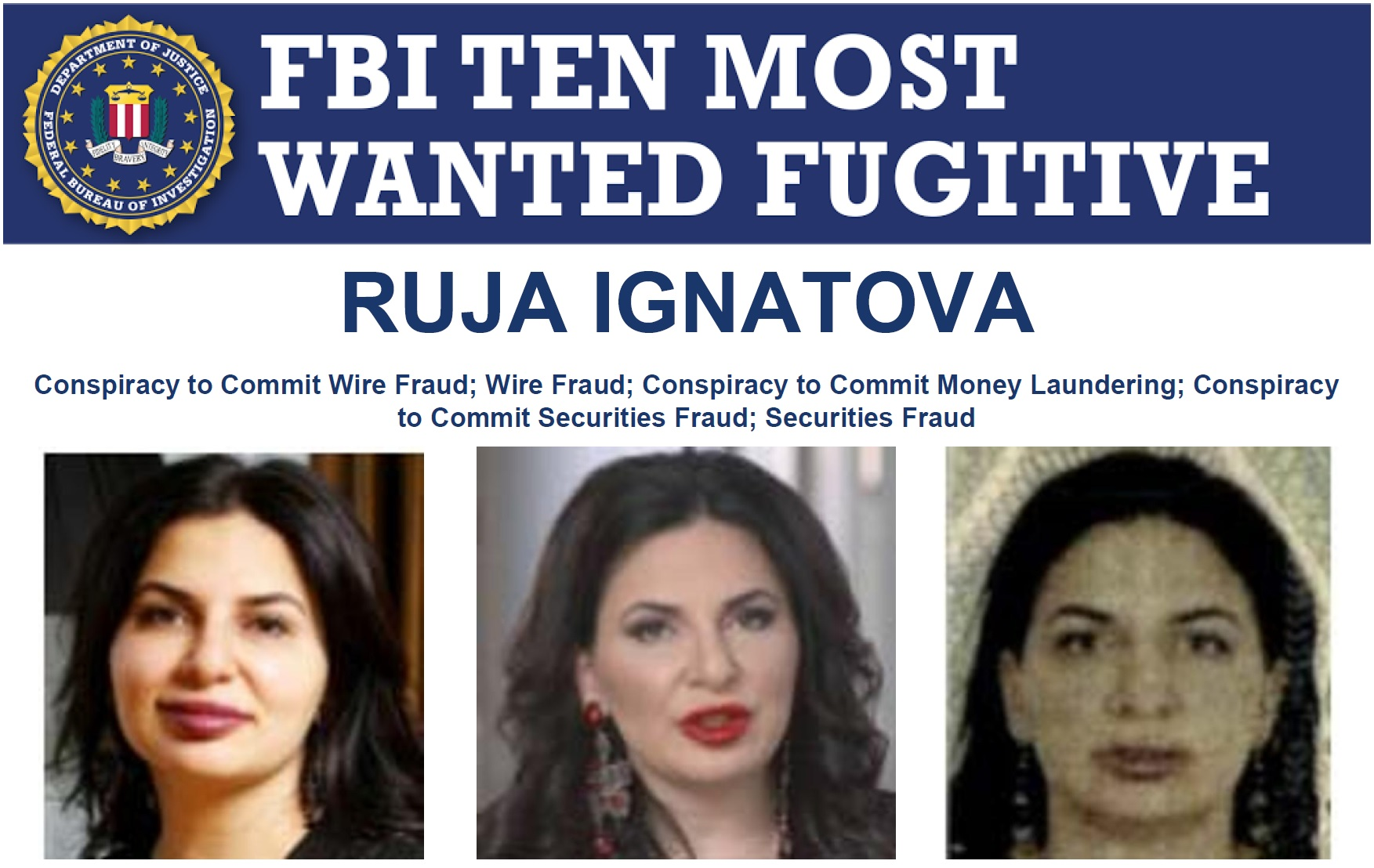
Ruja Ignatova FBI Most Wanted-poster

Ruja Ignatova (30 mei 1980) is een Bulgaars-Duitse veroordeelde fraudeur.
Ze is vooral bekend als de oprichter van een ponzischema dat bekend staat als OneCoin, dat door The Times wordt beschreven als "een van de grootste oplichtingspraktijken in de geschiedenis". Ze was het onderwerp van de BBC-podcastserie The Missing Cryptoqueen uit 2019. Sinds 2017 is Ignatova op de vlucht voor verschillende internationale wetshandhavingsinstanties. Begin 2019 werd ze door de Amerikaanse autoriteiten bij verstek aangeklaagd voor overboeking, fraude met effecten en het witwassen van geld. Ze werd in juni 2022 toegevoegd aan de FBI Ten Most Wanted Fugitives.